# Anastrangalia sanguinea
Anastrangalia sanguinea är en skalbaggsart som först beskrevs av Leconte 1859.  Anastrangalia sanguinea ingår i släktet Anastrangalia och familjen långhorningar. Inga underarter finns listade i Catalogue of Life.